# Wilhelm Modersohn

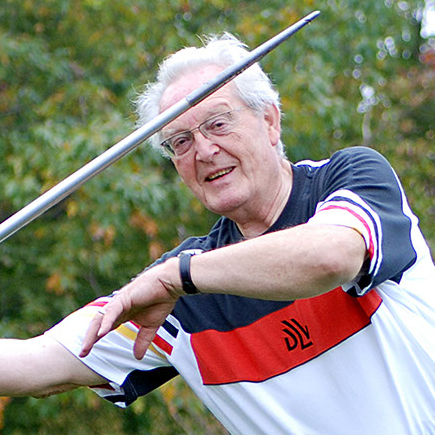
Wilhelm Modersohn (2010)

Wilhelm Modersohn (* 25. März 1929 in Lübeck) ist ein deutscher Leichtathlet. Er ist Senioren-Europameister (M80) im Kugelstoßen und deutscher Seniorenmeister im Steinstoßen.

## Wichtige sportliche Leistungen
- 1947: 1. Platz im Speerwurf bei den Interzonen-Meisterschaften in Frankfurt am Main
- 1947: 1. Platz im Speerwurf bei den Westfälischen Jugend-Meisterschaften in Hagen
- 1947: 1. Platz im Speerwurf bei den Westdeutschen Leichtathletik-Jugendmeisterschaften in Neuß
- 1954: 2. Platz im Fünfkampf den westfälischen Mehrkampfmeisterschaften in Hagen
- 1995: 1. Platz im Vierkampf beim Deutschen Turnfest in Hamburg
- 1999: Weltrekord im Steinstoß-Dreikampf bei den Deutschen Meisterschaften in Gießen
- 2002: Deutscher Meister (M75) im Kugelstoßen bei den Senioren-Hallenmeisterschaften in Potsdam[1]
- 2004: Europameister (M75) im Kugelstoßen bei der Senioren-EM in Aarhus
- 2006: Deutscher Meister im Steinstoß-Achtkampf (3 kg, 5 kg, 7,5 kg, 10 kg, 12,5 kg, 15 kg, 20 kg, 25 kg mit Weltbestleistung) in Düsseldorf
- 2009: Europameister im Kugelstoßen (M80) mit Hallenweltrekord bei den Internationalen Deutschen Hallenmeisterschaften in Frankfurt am Main
- 2009: 1. Platz im Steinstoßen (Senioren 6, offene Klasse) bei den Internationalen Deutschen Hallenmeisterschaften in Frankfurt am Main (13,16 Meter)
- 2009: 1. Platz im Steinstoßen (Senioren 6, offene Klasse) bei den Internationalen Deutschen Seniorenmeisterschaften im Rasenkraftsport in Ensdorf (12,35 Meter)[2]
- 2009: 1. Platz im LSW-Steinstoß Dreikampf (M80) bei den Internationalen Deutschen Meisterschaften im Schleuderball, LSW-Steinstoß-Dreikampf und Ultra-Steinstoß in Heuchelheim (30,02 Meter)
- 2009: 1. Platz Schleuderball (M80) bei den Internationalen Deutschen Meisterschaften im Schleuderball, LSW-Steinstoß-Dreikampf und Ultra-Steinstoß in Heuchelheim (39,47 Meter)
- 2009: 3. Platz im Diskuswurf (M80) bei den Deutschen Seniorenmeisterschaften II in Vaterstetten (27,31 Meter)
- 2009: Europameister im Kugelstoßen (M80) bei den Seniorenmeisterschaften in Ancona (3 kg, 12,53 Meter)[3]

## Titel von 1947 bis 2009
- Kreismeistertitel: 36
- Westfalenmeistertitel: 38
- Deutsche Meistertitel: 29
- Europameistertitel: 3

## Vereinszugehörigkeiten
- Bielefelder Turngemeinde
- SC Grün-Weiß Paderborn

| Personendaten    | Personendaten          |
| ---------------- | ---------------------- |
| NAME             | Modersohn, Wilhelm     |
| KURZBESCHREIBUNG | deutscher Leichtathlet |
| GEBURTSDATUM     | 25. März 1929          |
| GEBURTSORT       | Lübeck                 |